# Olibrosoma sinuaticolle
Olibrosoma sinuaticolle is een keversoort uit de familie glanzende bloemkevers (Phalacridae). De wetenschappelijke naam van de soort werd in 1892 gepubliceerd door Guillebeau.